# Янголи захоплюють Манхеттен
«Янголи захоплюють Манхеттен» — це п’ятий епізод сьомого сезону британського науково-фантастичного телесеріалу «Доктор Хто», прем'єра якого відбулась на BBC One 29 вересня 2012 року. Це останній епізод сьомого сезона, за ним йде тільки різдвяний спеціальний випуск 2012 року «Сніговики». Епізод був написаний головним сценаристом Стівеном Моффатом, а режисером став Нік Хурран .
У цьому епізоді інопланетний мандрівник у просторі та часі Доктор ( Метт Сміт ) бере своїх супутників Емі Понд ( Карен Гіллан ) та її чоловіка Рорі Вільямса ( Артур Дарвілл ) до Центрального парку . Вони зустрічають багато Плачучих янголів, які повертають Рорі в 1938 рік, де він возз’єднується зі своєю донькою Рівер Сонг (Алекс Кінгстон). Емі та Доктор намагаються врятувати Рорі, але постіпово Доктор розуміє, що ця пригода буде його останньою з Емі та Рорі Понд. Актори Гіллан і Дарвілл покинули серіал під час цього епізоду.
Вихід Емі з серіалу став компромісом між Гілланом і Моффатом. Моффат написав кілька варіантів кінцівок і ситуацій для пари, зрештою вирішивши включити Плачучих ангелів в якості анотогнистів. Незважаючи на те, що це був останній епізод для персонажів Емі та Рорі, це не був останній епізод, який зняли Гіллан і Дарвілл. З'їомки відбувались в квітні 2012 року в Уельсі, а невелика команда знімала в США в Центральному парку. «Янголи захоплюють Мангеттен» у Великій Британії переглянули 7,82 мільйона глядачів і отримав позитивні відгуки, хоча критики відзначили деякі сюжетні прогалини та інші логічні проблеми.

## Сюжет
Епізод починається з того, що містер Грейл наймає приватного детектива Сема Гарнера, щоб розслідувати випадки з статуями, що рухаються в Нью-Йорку. Розслідування приводить Гарнера в дивний багатоквартирний будинок, де ліфт рухається сам собою, а житловою є лише одна квартира. У цій квартирі детектив знаходить власний гаманець з зістареним та пошарпаним посвідченням детектива і дуже старого чоловіка, що майже вмирає, який стверджує, що він і є Сем. Молодий Гарнер покидає квартиру, але його починають переслідувати натовпи плачучих янголів, а вибігши на дах, він розуміє, що навіть статуя Свободи є ангелом. 
В той час Одинадцятий Доктор, Емі та Рорі насолоджуються пікніком у Центральному парку. Доктор читає роман про детектива 1930-х років на ім’я Мелоді Мелоун. Незважаючи на здивування Емі, Доктор вириває останню сторінку детектива, мотивуючи це тим, що ненавидить, коли щось закінчується. У цей час Рорі вирушає за кавою і на неї нападає плачучий янгол відправляючи його в 1930-і роки. Там Рорі зустрічає Мелоді Мелоун, якою виявляється його власна дочка, Рівер Сонг. В теперішньому часі Доктор та Емі вражені, несподівано для себе виявивши Рорі серед персонажів книги. Емі хоче, щоб Доктор продовжував читати, але той заперечує, оскільки прочитавши про майбутні події в книзі, він закріпить їх в історії. Натомість вони намагаються вирушити на ТАРДІС у 1930-і роки, але у машини часу несподівано виникають проблеми з переміщенням.

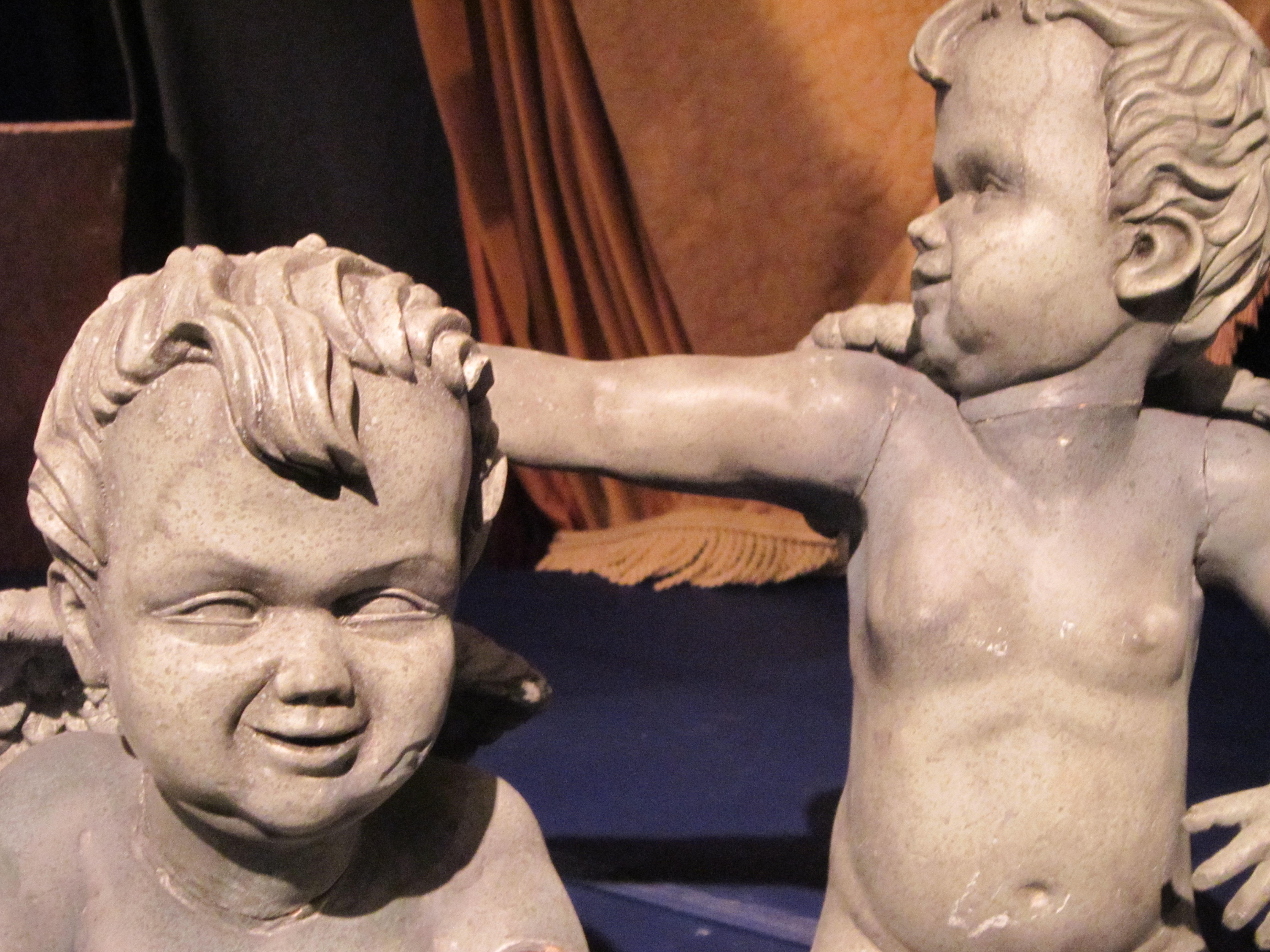
Ангели-херувими, як вони з'являються на Доктор Хто Experience.

У минулому Рорі та Рівер потрапляють у пастку містера Грейла, місцевого боса мафії. Поки Рорі замкнений у підвалі з херувимами (дитинчатами Плачучих ангелів), Грейл, якого вразили пізнання Рівер в археології, веде її нагору і показує ослаблого Янгола, що плаче, посадженого на ланцюг. Поки Грейл нічого не зрозумів, Рівер використовує маніпулятор тимчасової вирви, щоб, вловивши його сигнал, Доктора та Емі змогли приземлитися у 1938 році. Відразу після цього Грейл робить так, щоб ангел схопив Рівер за зап'ястя, але через хвилину прямо посеред його будинку приземляється ТАРДІС. З'являється Доктор, і його дуже турбує те, що він повинен зламати зап'ястя Рівер, щоб звільнити її від янгола (перед тим як вирушити в 1938, Емі прочитала в книзі про зламану руку Рівер, і тепер це має стати реальністю). Емі, використовуючи зміст книги, визначає, де потрібно шукати Рорі, але вже надто пізно — херувими встигли відправити його в невідомому напрямку. Доктор читає назву останнього розділу — «Прощання з Амелією» — і  вимагає у Рівер самої звільнити себе, не ламаючи собі руку. Пізніше Рівер сама звільниться, а Доктор, визначивши, що Рорі перемістився лише у просторі, виліковує свою дружину енергією регенерації і з'ясовує, що чоловік Емі перебуває у будівлі Зимовому причалі.
Будівлею на Зимовому причалі виявляється той багатоквартирний будинок, в який на початку епізоду потрапив Сем Гарнер. Як і приватний детектив, Рорі знаходить там єдину квартиру, а в ній — себе, тільки дуже постарілого. Доктор, знайшовши Рорі, говорить йому, що тепер те, що він проживе довгі роки, не побачившись з Емі, стало  фактом. Доктор встановлює, що цей будинок є харчовим комбінатом для плачучих янголів, звідки вони відправляють своїх жертв у минуле, у великих кількостях споживаючи енергію часу. Однак його супутники відмовляються прийняти свою долю і тікають на дах, де на них вже чекає плачучий янгол, у вигляді статуї Свободи. Рорі, вирішивши, що йому краще померти, намагається зістрибнути з даху, Емі приєднується до нього. В результаті виникає парадокс, майбутнє перезавантажується, і через секунду Емі, Рорі, Рівер та Доктор матеріалізуються за допомогою ТАРДІС на цвинтарі у 2012 році.
Рорі бачить могильну плиту зі своїм іменем. Потім плачучий ангел, який пережив цей парадокс, відправляє його в минуле. Доктор не може повернутися, щоб забрати його, через парадокс. Незважаючи на те, що Доктор закликає її не робити цього, Емі дозволяє доторкнутися до себе плачучьому янголу в надії бути з Рорі. Тоді її ім’я з’являється разом із ім’ям Рорі на могильній плиті.
Рівер відмовляється подорожувати з Доктором, але наполягає, щоб він не подорожував сам. Безуспішно мотивуючи його, Рівер каже Докторові, що попросить Емі написати післямову до роману. Доктор знаходить останню сторінку книги, яку він вирвав раніше, де Емі написала йому, заохочуючи його не подорожувати одному. Як останнє прохання Емі, Доктор повертається до її саду в 1996 році, наступного ранку після того, як молода Амелія Понд чекала на нього («Одинадцята година»), щоб розповісти їй про свої майбутні пригоди.

### Зв'язок з іншими епізодами
Зображення з «Одинадцятої години» молодої Амелії Понд, яка йде в сад і чекає Доктора, показані в кінці епізоду.  У післямові Емі міститься кілька згадок про її пригоди з Доктором: боротьба з піратами («Прокляття чорної плями»); закохавшись у «чоловіка, який чекатиме дві тисячі років, щоб захистити її» («Великий вибух»); даруючи надію «найбільшому художнику, який коли-небудь жив» («Вінсент і Доктор»); і порятунок «кита в космосі». («Звір унизу»)

## Виробництво

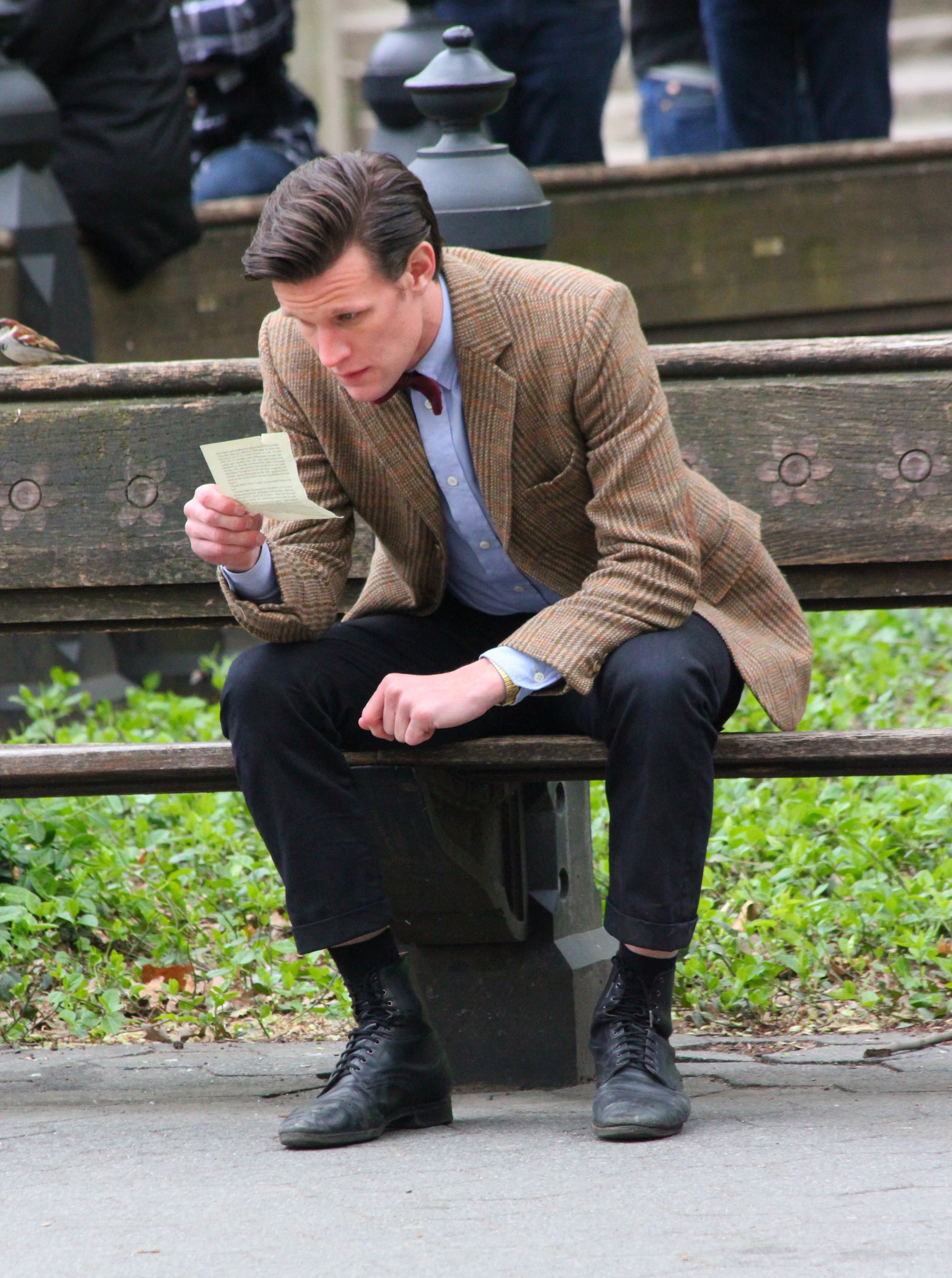
Метт Сміт під час зйомок епізоду в Центральному парку, Нью-Йорк, частина фінальної сцени, де Доктор читає післямову Емі Понд.

У грудні 2011 року шоураннер «Доктора Хто» Стівен Моффат оголосив, що Емі та Рорі підуть у сьомій серії за «серцерозривних» обставин.  Вихід Емі з серіала був спільним рішенням між Моффатом і акторкою Карен Гіллан .  Гіллан заявила, що вона хотіла піти «на висоті, коли персонаж був у розквіті сил» і «йти з усім, що вона хоче».  Вона хотіла, щоб у її персонажа була остаточна кінцівка, і виключила можливість повернутися до шоу в майбутньому, оскільки вважала, що це зменшить вплив її останньої сцени.   Моффат заявив, що відчував «величезний тиск», пишучи кінцівку Емі та Рорі.  Пізніше він розповів, що під час написання «повністю змінив» кінцівку, відчуваючи, що наголос був неправильний.  Під час переписування Моффат ходив туди-сюди, вирішуючи, чи повинні Емі та Рорі жити чи померти. Зрештою він вирішив, що смерть доповнить сюжетну лінію, пов’язану зі «старим, сентиментальним» і «небезпечним» персонажем Доктора.  У якийсь момент він думав про те, щоб створити історію, яка б залучала Далеків, але відчув, що плачучі янголи «краще підходять».  Моффат також був зацікавлений у створенні нової форми для ангелів, і тому він представив херувимів .  Він також сказав, що після того, як янголи дебютували в « Blink», шанувальники припустили, що статуя Свободи могла бути плачучим янголом. 
Гіллан відмовлялася читати сценарій протягом кількох тижнів після того, як вона його отримала, тому що вона «не хотіла робити його реальним».  В одному з інтерв’ю вона сказала: «Я буквально не могла прочитати це, не заплакавши. Це було найбільш заряджене читання, яке я коли-небудь відчувала. Але я не могла бажати кращого виходу. Я не думаю це буде те, що люди очікують».  Сцена, написана Крісом Чібнолом, яка показує, як батько Рорі Браян (Марк Вільямс) дізнався про долю Емі та Рорі, не потрапила у виробництво. Проте 12 жовтня 2012 року BBC випустила анімаційну розкадровку під назвою «PS», яка зображувала цю сцену з оповіданням Артура Дарвілла .  Події відбуваються через тиждень у хронології Браяна після «Сили трьох», коли чоловік на ім’я Ентоні доставляє йому листа від Рорі, в якому повідомляється, що вони ніколи не повернуться, і що Ентоні — син, якого вони усиновили в 1946 році.  Сцена була написана як додатковий DVD і не була знята через обмеження часу. 
23 березня 2012 року в Upper Boat Studios відбулося читання фільму «Янг захоплюють Манхеттен», а також епізоду « Притулок Далеків».  Останній епізод, в якому знімались Гіллан  і Дарвілл як Емі та Рорі, насправді був перед епізодом «Сила трьох».  Тим не менш, Гіллан і Метт Сміт дуже емоційно знімали останню сцену на кладовищі.  Сцена Емі та Рорі на даху була знята на автостоянці в Кардіффі, де зелений екран замінював горизонт Нью-Йорка.  Щоб створити ефект занурення двох, Гіллана та Дарвілла підвішували догори ногами на дротах, піднімали та опускали.   Велика частина епізоду була знята в Центральному парку в Нью-Йорку в квітні 2012 року.   На зйомках були присутні тисячі американських шанувальників, що здивувало акторів і знімальну групу. Інші сцени були зняті вночі в місті , а також біля Іст-Рівер перед Бруклінським мостом і в житловому комплексі Тюдор Сіті .  Моффат був у Нью-Йорку, коли придумав історію, і вважав, що вона підходить для «Плачучих янголів».  Він описав місто як «інший фон» для зйомок історії «Доктора Хто» та використав його архітектуру.  Другий виконавчий продюсер Керолайн Скіннер відчула, що місце «має такий масштаб і романтику», що «[надало] епізоду справжньої атмосфери та зовсім іншого тону для «Доктора Хто».  За словами продюсера Маркуса Вілсона, тиждень, проведений на зйомках у місті, проводився «невеликим підрозділом за американськими стандартами». Вони не взяли жодного реквізиту Янголів або ТАРДІС, натомість доданого в постпродакшн.  Зйомки епізоду також проходили на кладовищі в Лланеллі .   Під час пост-продакшну горизонти Нью-Йорка були вставлені в сцени кладовища.  Гіллан наполягала на тому, щоб прочитати Сміту післямову Емі в книзі Мелоді Мелоун, коли його реакцію знімали. Вони не очікували, що це буде перед натовпом у Центральному парку, і Сміт сказав, що йому потрібно «ставитися до цього як до вистави».  Оскільки вміст був дуже секретним, Гіллан мала читати дуже тихо, а Сміт не міг тримати справжню сторінку, оскільки глядач міг її сфотографувати.  Гіллан виявила, що у неї була лише одна сторінка сценарію, і їй довелося імпровізувати решту. 
Логотип «Доктора Хто» в титульній послідовності мав текстуру, що показувала корону Статуї Свободи,  відповідно до різноманітних тем «блокбастерів» для кожного з перших п’яти епізодів серіалу.  На початку епізоду звучить пісня Стінга "Englishman in New York" .  4 жовтня 2012 року видавництво BBC Books випустило електронну книгу The Angel's Kiss: A Melody Malone Mystery, приквел до історії, яку Доктор читав в епізоді. 

## Критика
«Янголи захоплюють Манхеттен» вперше транслювався у Великій Британії 29 вересня 2012 року на BBC One  і того ж дня в Сполучених Штатах на BBC America .  Рейтинги за ніч показали, що його подивилися 5,9 мільйона глядачів у прямому ефірі, що на 400 000 більше, ніж минулого тижня.  Остаточний консолідований рейтинг піднявся до 7,82 мільйона глядачів, що зробило її тринадцятою за кількістю переглядів програмою тижня на британському телебаченні.  Цей епізод також отримав 0,92 мільйона запитів на онлайн-програвачі BBC iPlayer, помістивши його на сьоме місце за місяць на сайті, незважаючи на те, що він був доступний лише кілька днів.  Він також отримав індекс оцінки 88, другий найвищий показник у серії після «Притулку Далеків » (89). 

### Критичний прийом
| Оцінки оглядів | Оцінки оглядів |
| Джерело        | Рейтинг        |
| -------------- | -------------- |
| Digital Spy    | [ 32 ]         |
| IGN            | 9/10           |

Епізод отримав позитивні відгуки. Ден Мартін з The Guardian дав позитивну рецензію, написавши: «Це був відповідний кінець золотої ери, і браво Стівену Моффату за таку захоплюючу, емоційну історію з таким стилем». Він також високо оцінив концепцію херувимів і ангелів у Нью-Йорку. Однак він зазначив, що був «збентежений» щодо того, де в хронології Рівера відбувся цей епізод.  Рецензент The Daily Telegraph Гевін Фуллер дав йому п’ять зірок із п’яти, зробивши висновок: «Янголи захоплюють Мангеттен» завершив цю міні-серію серіалу найкращим епізодом із п’яти: потужний, напружений, переконливий, фільмовий, емоційно пронизлива історія, яка відновила Ангелів як одного з видатних монстрів серіалу та чудово провела Емі Понд». Хоча він похвалив чотирьох акторів, він вважав, що Гіллан була зіркою, і зазначив, що Рорі «не отримав жодних проводів».  Кіт Фіппс з The AV Club поставив фільму «Янголи захоплюють Манхеттен» оцінку «А», пояснивши його успіх «тему, як він виконує подвійний обов’язок: цікаву пригоду та дуже емоційну історію прощання». 
Сем Волластон, який також писав для The Guardian, позитивно написав про фактор страху в епізоді, а також про смуток.  Ніла Дебнат з The Independent описала це як «чудову лебедину пісню для дуету» та особливо похвалила «стильну» операторську роботу та відчуття небезпеки. Однак вона вважала «єдиною вадою» «правило, згідно з яким час неможливо змінити, якщо знати, що станеться... хоча, мабуть, краще не сумніватися в своєчасній стороні речей, а просто прийняти це і насолоджуватися пригода".  Метт Ріслі з IGN оцінив епізод 9 із 10, написавши, що він «був сильним, як щирий, емоційний кінець для найдовших супутників ТАРДІС (принаймні з моменту повернення шоу в нульові роки), і найкращий епізод сезону». поки що". Ріслі також похвалив трьох головних ролей, хоча він сказав, що епізод «залишив кілька дрібних питань». 
Рецензент Digital Spy Морган Джеффрі дав «Ангелам захоплюють Манхеттен» п’ять зірок із п’яти, незважаючи на те, що зазначив «прогалини... і надто зручні сюжетні хитрощі», а також те, що Рорі не отримав героїчного виходу. Джеффрі особливо похвалив підготовку до від'їзду Емі та Рорі, а також «чудовий дизайн виробництва».  Дейв Голдер з SFX нагородив епізод чотирма зірками з п’яти, вважаючи, що «гірко-солодкий вихід» зі ставків відвернув увагу глядача від різноманітних наративних проблем, таких як Статуя Свободи. Він відчував, що Гіллан і Дарвілл «були в найкращій формі», а також «блискуча гра» Сміта та «менш надмірна річка», а також позитивно писав про тему нуар і ангелів, які використовують житловий будинок Winter Quay як акумуляторна ферма.  Письменник Huffington Post Морін Раян більш критично поставилася до епізоду, хвилюючись, що міжнародне просування шоу Бі-Бі-Сі шкодить якості тексту. Вона вважала, що Емі заслуговує на кращий вихід і «була витіснена відволікаючою присутністю Рівер Сонг і тим фактом, що Рорі був тим, хто першим зробив важливий вибір». Їй також особисто не подобалися пристрої «timey-wimey», і вона прокоментувала, що «великий і оперний тон, якого домагався режисер, явно суперечив настрою фільму нуар», і що Янголи «відчувалися менш загрозливими», а «темп був занадто шалений". 
Епізод був номінований на премію Г’юго 2013 року за найкращу драматичну презентацію (коротка форма), разом із « Притулком Далеків » і « Сніговиків ». 